# روبرت رایخل
روبرت رایخل (انگلیسی: Robert Reichel؛ زادهٔ ۲۵ ژوئن ۱۹۷۱) بازیکن هاکی روی یخ اهل جمهوری چک بود.
از باشگاه‌هایی که در آن بازی کرده‌است می‌توان به کلگری فلیمس و فینیکس کایوتیس اشاره کرد.